# 서간사
서간사(西磵祠)는 경상북도 안동시 풍산읍 서미리에 있다. 2009년 1월 21일 안동시의 문화유산 제10호로 지정되었다.